# Calubian
Calubian è una municipalità di quarta classe delle Filippine, situata nella Provincia di Leyte, nella Regione di Visayas Orientale.
Calubian è formata da 53 baranggay:
- Abanilla
- Agas
- Anislagan
- Bunacan
- Cabalhin
- Cabalquinto
- Cabradilla
- Caneja
- Cantonghao
- Caroyocan
- Casiongan
- Cristina
- Dalumpines
- Don Luis
- Dulao
- Efe
- Enage
- Espinosa

- Ferdinand E. Marcos
- Garganera
- Garrido
- Guadalupe (Guadalupe Mendoza)
- Gutosan
- Igang
- Inalad
- Jubay
- Juson
- Kawayan Bogtong
- Kawayanan
- Kokoy Romualdez
- Labtic
- Laray
- M. Veloso
- Mahait
- Malobago

- Matagok
- Nipa
- Obispo
- Pagatpat
- Pangpang
- Patag
- Pates
- Paula
- Padoga
- Petrolio
- Poblacion
- Railes
- Tabla
- Tagharigue
- Tuburan
- Villahermosa
- Villalon
- Villanueva